# مدركة بن إلياس
مدركة بن إلياس بن مضر وأسمه عامر الجد الخامس عشر للنبي محمد بن عبد الله وسيد العرب في الحجاز وأحد أشرافها الكبار وجد قبائل مدركة. يكنى أبو هذيل.

## نسبه
- مدركة بن إلياس بن مضر بن نزار بن معد بن عدنان.[1]
- أمه خندف واسمها ليلى بنت حلوان بن عمران بن الحاف بن قضاعة.

اجتمع المؤرخون وأهل النسب عليه، وتواتر خبرها.
وأبناء مدركة بن إلياس هم:
- هذيل بن مدركة - جد قبيلة هذيل.
- خزيمة بن مدركة - جد قبائل كنانة وأسد.
- غالب بن مدركة - جد بعض قبائل القارة
- قيس بن مدركة
- سعد بن مدركة
- جديلة بنت مدركة - أم عدوان جد قبيلة عدوان.

## ما قيل فيه
اسمه عامر بن الياس ووالده الياس سيد العرب ولقب بمدركة وقيل له مدركة لأنه أدرك كل عز وفخر كان في آبائه وكان فيه نور رسول الله.

قال اليعقوبي:
| مدركة بن إلياس | «كان مدركة بن إلياس سيد ولد نزار قد بان فضله، وظهر مجده، وخرج أخوه قمعة إلى خزاعة، فتزوج فيهم، وصار ينسب ولده معهم، وكان ولده فيهم، وكان من ولده عمرو بن لحي». | مدركة بن إلياس |

## فضل ذريته
قال أبو البقاء الحلي في كتابه ان مدركة بن الياس كان سيد أخوته ورئيس قومة ال إسماعيل وفي ذريته الثروة والشرف ولهم الفضل على ولد أخوته وغيرهم من العرب, وذكر في موضع أخر ان ما افترقت العرب فرقتين من بعد ذرية مدركة الا كان افضلها وذلك ان درجة الانتساب الى مدركة هي أعلى الدرجات في الفضل والشرف.

## وصيته
ذكر أبو البقاء الحلي وصية مدركة بن الياس لأولاده هذيل وخزيمة: